# توماس هامبسون
توماس هامبسون (بالإنجليزية: Thomas Hampson)‏ (و. 1955  م) هو مغني، ومغني أوبرا أمريكي، ولد في إلخارت، وهو عضوٌ في الأكاديمية الأوروبية للعلوم والآداب، والأكاديمية الأمريكية للفنون والعلوم.

## التعليم
تعلم في أكاديمية الغرب الموسيقية ‏.

## جوائز
حصل على جوائز منها:
- Leipzig International Mendelssohn Prize  [لغات أخرى]‏ (2013)[4]
- جائزة الأسطورة الحية لمكتبة الكونغرس  [لغات أخرى]‏[5]
- وسام الفنون والآداب الفرنسي.

## روابط خارجية
- توماس هامبسون على موقع IMDb (الإنجليزية)
- توماس هامبسون على موقع مونزينجر (الألمانية)
- توماس هامبسون على موقع ميوزك برينز (الإنجليزية)
- توماس هامبسون على موقع أول ميوزيك (الإنجليزية)
- توماس هامبسون على موقع ديسكوغز (الإنجليزية)
- توماس هامبسون على موقع قاعدة بيانات الفيلم (الإنجليزية)